# Wilhelm Habsburg (1827–1894)
Wilhelm Franciszek Karol Habsburg (ur. 21 kwietnia 1827 w Wiedniu, zm. 29 lipca 1894 w Weikersdorf) – arcyksiążę, generał artylerii cesarskiej i królewskiej Armii, wielki i niemiecki mistrz zakonu krzyżackiego w latach 1863–1894.

## Życiorys
Arcyksiążę Wilhelm urodził się 21 kwietnia 1827 roku w Wiedniu. Był synem arcyksięcia Karola Ludwika Habsburga i Henrietty von Nassau-Weilburg. Od wczesnej młodości interesował się wojskiem, zwłaszcza artylerią. 29 kwietnia 1847 awansował na generała majora. Uczestniczył w wielu bitwach m.in.: pod Solferino (1859) i pod Sadową (1866). W 1860 roku został dowódcą artylerii polowej armii królestwa lombardzko-weneckiego, a w 1862 roku komendantem oddziałów zgrupowania Mainz. 7 marca 1853 został mianowany na stopień marszałka polnego porucznika, a 4 stycznia 1867 na stopień zbrojmistrza polnego. W 1866 był przewodniczącym konferencji szefów sekcji Naczelnej Komendy Armii (niem. vorsitzender bei den conferenzen der sections chefs). W latach 1867–1894 był generalnym inspektorem artylerii.
Do swojej śmierci był szefem następujących oddziałów:
- 4 Dolnoaustriackiego Pułku Piechoty Wielkiego Mistrza Zakonu Krzyżackiego (od 1863),
- Węgierskiego Pułku Piechoty Nr 12 (od 1842),
- Pułku Artylerii Korpuśnej Nr 3 (od 1854),
- Wschodniopruskiego Pułku Artylerii Polowej Nr 1,
- rosyjskiej Baterii Artylerii Konnej Nr 5[7].

Po śmierci Wilhelma jego imię Pułk Artylerii Korpuśnej Nr 3 w Grazu otrzymał „na wieczne czasy”.
Od października 1845 był członkiem zakonu krzyżackiego. Po odbyciu nowicjatu w 1846 złożył śluby zakonne. Wybrano go na koadiutora wielkiego mistrza. Od 1863 został po śmierci arcyksięcia Maksymiliana zwierzchnikiem zakonu. Po objęciu urzędu propagował organizowanie krzyżackich szpitali polowych przy armii austriackiej oraz organizował instytucję tzw. marianów, stowarzyszenia świeckich i honorowych członków zakonu krzyżackiego. Dbał przy pomocy wysokich rangą protegowanych o pozyskiwanie środków finansowych dla zakonu. Jako wielki mistrz kontynuował przemiany, które zapoczątkował jego poprzednik. Istniejące już konwenty otrzymywały własną regułę. Powstawały też nowe domy zakonne.
Był wielkim zwolennikiem idei rozwoju Heeresgeschichtliches Museum w Wiedniu. Po utworzeniu w 1885 roku pod patronatem arcyksięcia Rudolfa komisji czuwającej nad rozwojem placówki odpowiadał za upiększanie jej kolekcji militariów.
W życiu prywatnym pomimo ślubów zakonnych żył wystawnie i poświęcał się życiu towarzyskiemu. Grał na giełdzie, co przynosiło mu znaczne dochody. Uwielbiał bale i jazdę konną. Mieszkał poza konwentem w wybudowanym w specjalnie dla niego w latach 1864–1867 pałacu pod Wiedniem. W trakcie służby wojskowej zgromadził arcyksiążę większość odznaczeń monarchii habsburskiej. Utrzymywał się z inwestycji na giełdzie i ze sprzedaży papierów wartościowych. Jego pasją były przepych i konie. W kręgach dworskich uchodził za kobieciarza. Jego zachowanie było przyczyną wielu komentarzy i plotek.
W lipcu 1894 roku arcyksiążę Wilhelm podczas jednej z przejażdżek próbował przyzwyczaić swego konia do odgłosów nowo powstałej wersji pociągu. Jeździł wzdłuż trasy przejazdu. Koń spłoszył się i doszło do upadku. W jego wyniku arcyksiążę został ciężko ranny. Zmarł tego samego dnia w pobliskiej willi. Pochowany jest w kościele kapucynów w Wiedniu.

## Ordery i odznaczenia
Odznaczenia Wilhelma Habsburga to między innymi:
- Krzyż Wielki Orderu Leopolda z dekoracją wojenną,
- Krzyż Zasługi Wojskowej z dekoracją wojenną[13],
- Signum Laudis Brązowy Medal Zasługi Wojskowej na czerwonej wstążce[14].
- Medal Wojenny
- Odznaka za Służbę Wojskową I klasy
- Order Świętego Andrzeja z mieczami (Imperium Rosyjskie)